# 菲律賓線鮋
菲律賓線鮋，為輻鰭魚綱鮋形目鮋亞目真裸皮鮋科的其中一種，為熱帶海水魚，分布於中西太平洋菲律賓海域，棲息深度129-247公尺，體長可達6.9公分，棲息在泥底質底層水域，生活習性不明，具有毒性。

## 扩展阅读
維基物種上的相關：菲律賓線鮋